# Islands Brygge (métro de Copenhague)
Pour l’article homonyme, voir Islands Brygge.
Islands Brygge est une station de la ligne 1 du métro de Copenhague située sur l'île d'Amager sur la commune de Copenhague au Danemark. 

## Situation
La station de métro Islands Brygge est située à Copenhague à la limite des quartiers d'Islands Brygge et d'Ørestad à l'intersection de Ørestads Boulevard et de Njalsgade. 
Elle est située entre les stations Christianshavn et DR Byen. 

## Histoire
La station de métro Islands Brygge entre en service le 19 octobre 2002.
Elle doit son nom au quartier d'Islands Brygge qu'elle dessert. La construction de cette station a permis le développement urbain du nouveau quartier d'Ørestad dont elle dessert le secteur nord (Ørestad Nord en danois).

## Services au voyageurs

### Accès
La station Islands Brygge est souterraine. Elle est accessible par deux escaliers et un ascenseur menant directement au quai situé à faible profondeur. La station ne possède pas de niveau destiné à l'information des voyageurs et à la vente des titres de transport. 

### Quais
La station dispose d'un quai central souterrain desservant 2 voies sur lesquelles circulent les métros à conduite automatique. Les voies sont séparées du quai par des portes vitrées à ouverture automatique. Des écrans informent les voyageurs des directions et du temps d'attente pour les prochains métros. Des puits de lumière en verre situés au niveau de la rue permettent de faire entrer la lumière du jour jusqu'au niveau du quai. 

### Intermodalité
La station est en correspondance avec le réseau de bus de l'agglomération de Copenhague.  
De nombreux emplacements pour le stationnement des vélos sont disponibles sur les espaces publics alentour. 

## À proximité
- Campus sud de l'université de Copenhague
- Amager Fælled : réserve naturelle